# Jermaine Jackson (musicista)
Jermaine Jackson, nato Jermaine La Jaune Jackson e, dal 2013, Jermaine La Jaune Jacksun (Gary, 11 dicembre 1954), è un cantante, musicista, ballerino e compositore statunitense.

## Biografia
Membro della famiglia Jackson, esordì nel mondo della musica come bassista dei The Jackson 5. Nel 1972 pubblicò il suo primo album da solista, Jermaine, a cui seguì nel 1973 Come into My Life; nel 1975 lasciò i The Jackson 5.
Nel 1976 uscì il terzo album, My Name Is Jermaine, cui fecero seguito Feel the Fire (1977) e Frontiers (1978). Nel 1980 fu pubblicato Let's Get Serious, la cui title track, scritta e prodotta da Stevie Wonder, entrò nelle prime dieci posizioni della Billboard Hot 100.
Nel 1984 firmò un contratto con la Arista Records a seguito dell'abbandono della Motown l'anno prima e partecipò al Victory Tour dei The Jacksons. Nello stesso anno pubblicò l'album Dynamite, conosciuto anche come Jermaine Jackson, da cui venne estratto il singolo Do What You Do, che entrò nelle prime dieci posizioni della Billboard Hot 100 e della classifica ufficiale dei singoli statunitense. Dall'album fu anche estratto When the Rain Begins to Fall, un duetto con Pia Zadora, che raggiunse la prima posizione in Francia, in Germania, nei Paesi Bassi e in Svizzera, e la seconda posizione in Austria.
Nel 1985 fondò la Work Records.
Nel 2013 cambiò il proprio cognome in Jacksun.

### Vita privata

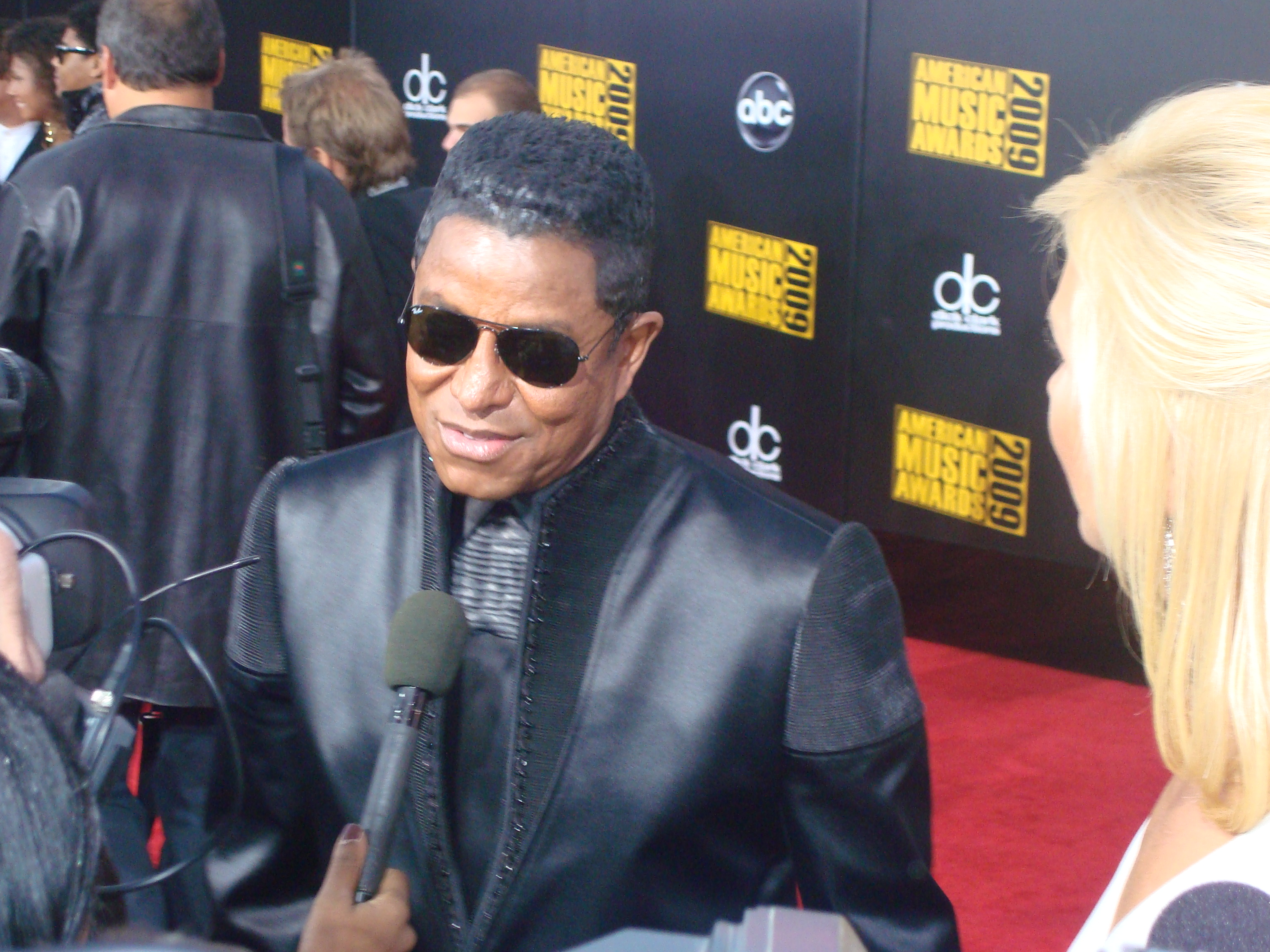
Jermaine Jackson agli American Music Award del 2009

Nel 1973 ha sposato Hazel Gordy, figlia dell'allora presidente della Motown, dalla quale ha avuto quattro figli. I due divorziarono nel 1987.
Nel 1988 ha sposato Margaret Maldonado, da cui aveva avuto un figlio nel 1986. Nel 1989, dopo un viaggio in Bahrein, si è convertito all'Islam e ha assunto il nome di Mohamed Abdel Aziz.
Nel 1994 divorzia da Margaret Maldonado e l'anno successivo sposa Alejandra Genevieve Oaiaza, ex moglie del fratello Randy Jackson, da cui ha avuto due figli.
Nel 2004 sposa Halima Rashid dalla quale divorzia nel 2016.

### Fratelli
In ordine di nascita:
1. Rebbie Jackson (29 maggio 1950), cantante solista e attrice
2. Jackie Jackson (4 maggio 1951), membro dei Jackson 5/Jacksons e cantante solista
3. Tito Jackson (15 ottobre 1953-15 Settembre 2024), membro dei Jackson 5/Jacksons e cantante solista
4. La Toya Jackson (29 maggio 1956), cantante solista e modella
5. Marlon Jackson (12 marzo 1957), membro dei Jackson 5/Jacksons e cantante solista
6. Brandon Jackson (12 marzo 1957-12 marzo 1957), gemello di Marlon, morto poche ore dopo il parto
7. Michael Jackson (29 agosto 1958-25 giugno 2009), membro dei Jackson 5/Jacksons e cantante solista
8. Randy Jackson (29 ottobre 1961), ex membro dei Jacksons, ex membro dei Randy & the Gypsys e cantante solista
9. Janet Jackson (16 maggio 1966), cantante solista e attrice
10. Joh'Vonnie Jackson (30 agosto 1974), sorellastra, figlia di secondo letto del padre

## Discografia

### Album
| Jermaine                                                                   | - Pubblicazione: 1972 - Etichetta: Motown - Formati: LP                 | 27  | —  |
| Come into My Life                                                          | - Pubblicazione: 1973 - Etichetta: Motown - Formati: LP                 | 152 | 30 |
| My Name Is Jermaine                                                        | - Pubblicazione: 1976 - Etichetta: Motown - Formati: LP                 | 164 | 29 |
| Feel the Fire                                                              | - Pubblicazione: 1977 - Etichetta:: Motown - Formati: LP, MC            | 174 | 36 |
| Frontiers                                                                  | - Pubblicazione: 1978 - Etichetta: Motown - Formati: LP, MC             | —   | —  |
| Let's Get Serious                                                          | - Pubblicazione: 1980 - Etichetta: Motown - Formati: LP, MC             | 6   | 1  |
| Jermaine                                                                   | - Pubblicazione: 1980 - Etichetta: Motown - Formati: LP, MC             | 44  | 17 |
| I Like Your Style                                                          | - Pubblicazione: 1981 - Etichetta: Motown - Formati: LP, MC             | 86  | —  |
| Let Me Tickle Your Fancy                                                   | - Pubblicazione: 1982 - Etichetta: Motown - Formati: LP, MC, CD         | 46  | 9  |
| Jermaine Jackson                                                           | - Pubblicazione: 1984 - Etichetta: Arista Records - Formati: LP, MC, CD | 19  | 1  |
| Precious Moments                                                           | - Pubblicazione: 1986 - Etichetta: Arista Records - Formati: LP, MC, CD | 46  | 25 |
| Don't Take It Personal                                                     | - Pubblicazione: 1989 - Etichetta: Arista Records - Formati: LP, MC, CD | 115 | 18 |
| You Said                                                                   | - Pubblicazione: 1991 - Etichetta: Arista Records - Formati: LP, MC, CD | —   | 39 |
| I Wish You L.O.V.E                                                         | - Pubblicazione: 2012 - Etichetta: Disques DOM - Formati: CD            | —   | —  |
| "—" denota album non pubblicati in quel paese o non entrati in classifica. |                                                                         |     |    |

### Raccolte
| Titolo                                                | Dati album                                                                                       |
| ----------------------------------------------------- | ------------------------------------------------------------------------------------------------ |
| Motown Superstar Series, Vol. 17                      | - Pubblicazione: 1981 - Etichetta: Motown - Formati: MC, LP                                      |
| Greatest Hits and Rare Classics                       | - Pubblicazione: 1991 - Etichetta: Motown - Formati: CD, MC, LP                                  |
| Dynamite: The Encore Collection                       | - Pubblicazione: 3 agosto 1999 - Etichetta: Sony Music - Formati: CD                             |
| The Heritage Collection                               | - Pubblicazione: 8 febbraio 2000 - Etichetta: Arista - Formati: CD                               |
| Ultimate Collection                                   | - Pubblicazione: 26 giugno 2001 - Etichetta: Hip-O - Formati: CD                                 |
| Big Brother Jermaine: The Jermaine Jackson Collection | - Pubblicazione: 12 marzo 2007 - Etichetta: Spectrum - Formati: CD                               |
| Greatest Hits                                         | - Pubblicazione: 24 novembre 2009 - Etichetta: 101 Distribution - Formati: CD, download digitale |
| S.O.U.L.                                              | - Pubblicazione: 2011 - Etichetta: Sony Music Entertainment - Formati: CD                        |
| Playlist: The Very Best of Jermaine Jackson           | - Pubblicazione: 21 gennaio 2014 - Etichetta: RCA Records - Formati: CD, download digitale       |